# Сер Чарльз Портер

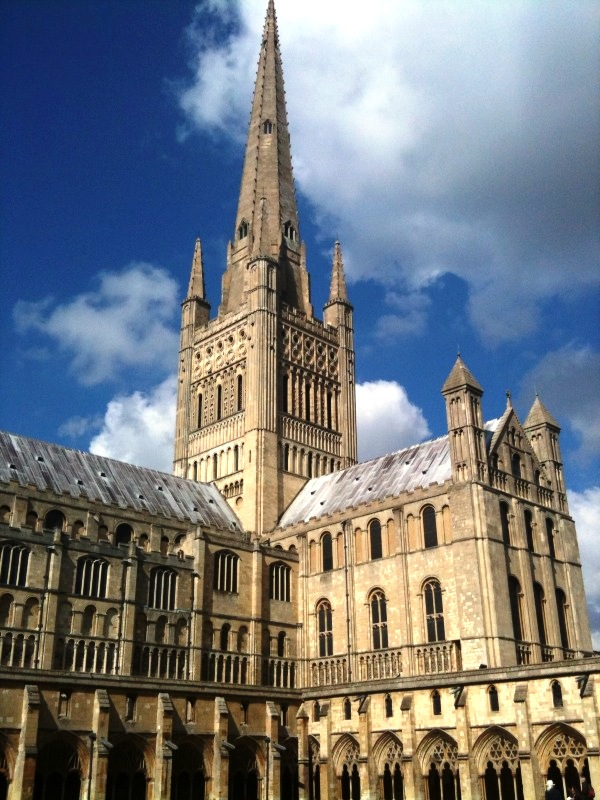
Катедральний собор в Норвічі, Англія.

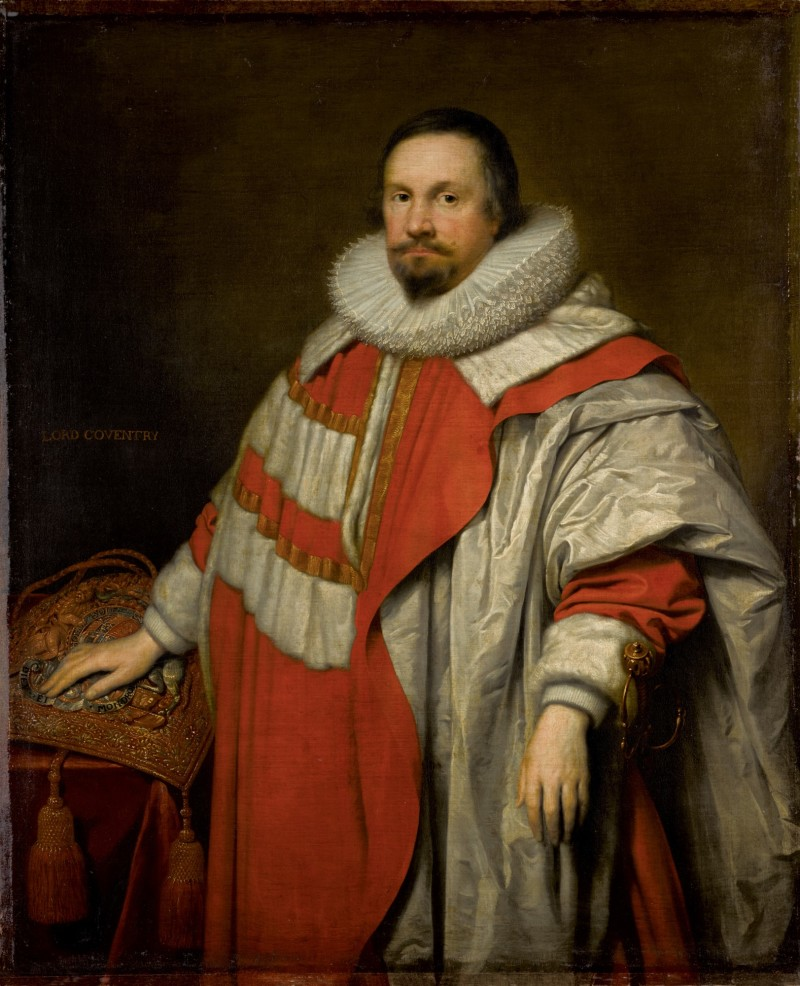
Томас Ковентрі (1578 – 1640) – І барон Ковентрі.

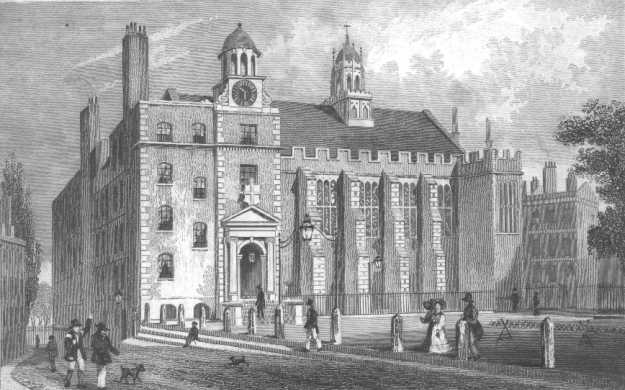
Юридична школа «Мідл-Темпл».

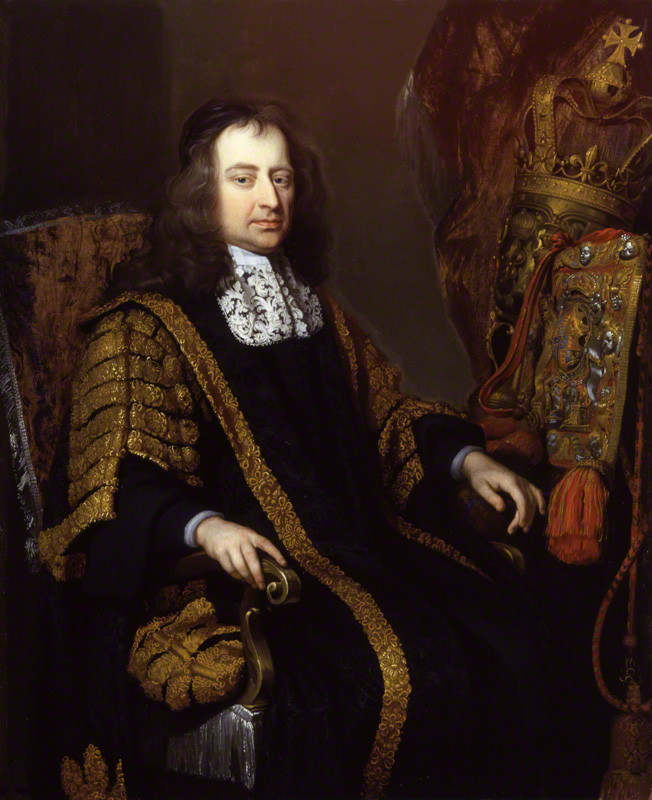
Френсіс Норт (1637 – 1685) – І барон Гілфорд.

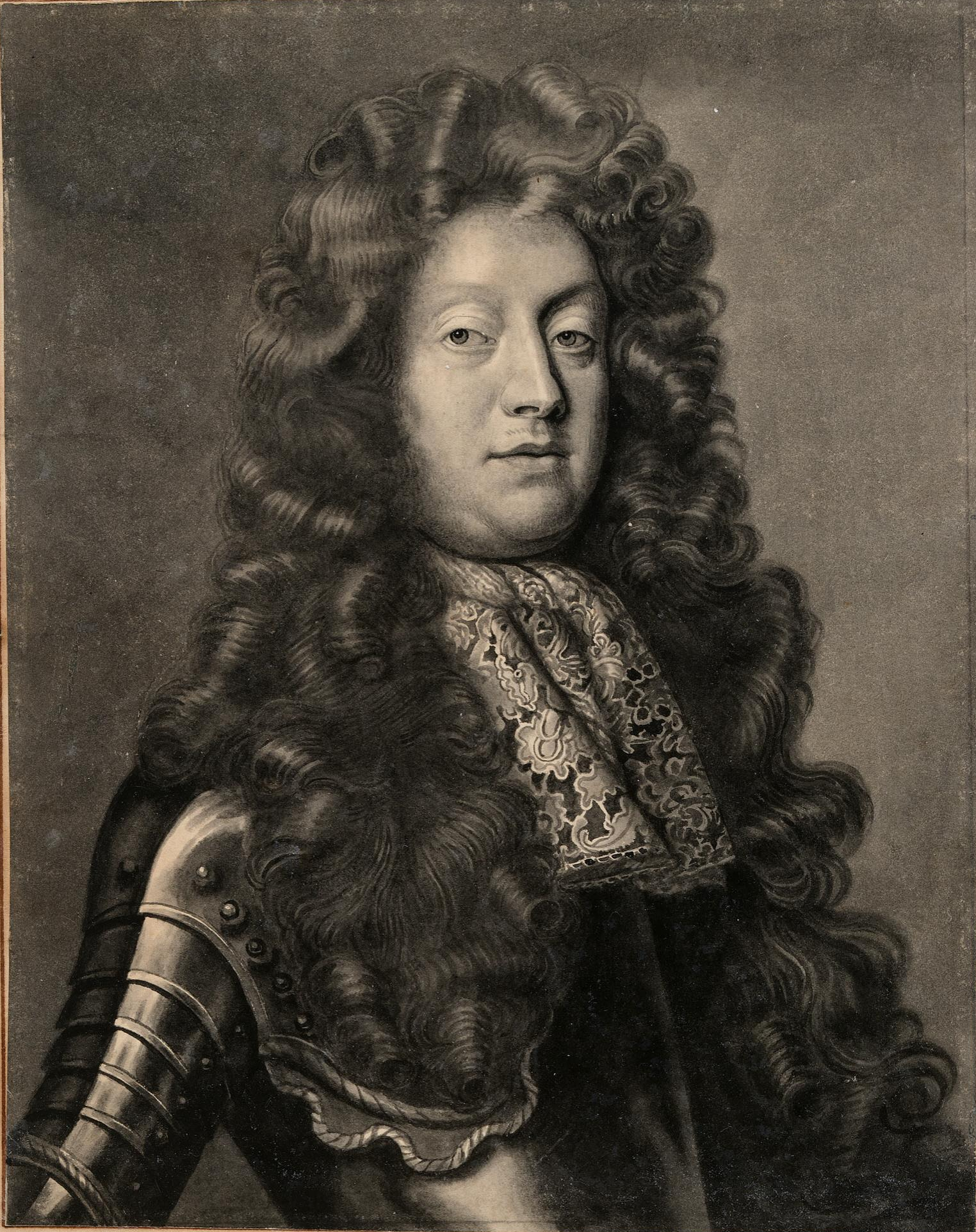
Річард Талбот (1630 – 1691) – І граф Тірконнелл.

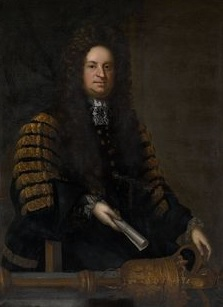
Роберт Рочфорт (1652 – 1727).

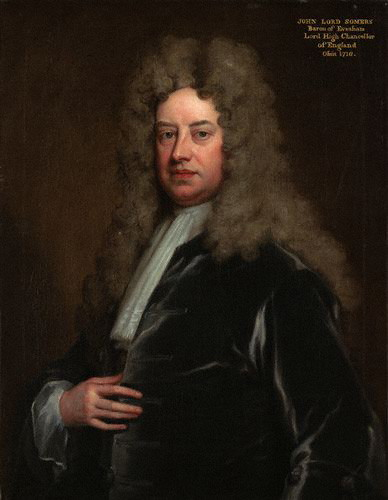
Джон Сомерс (1651 – 1716) – І барон Сомерс.

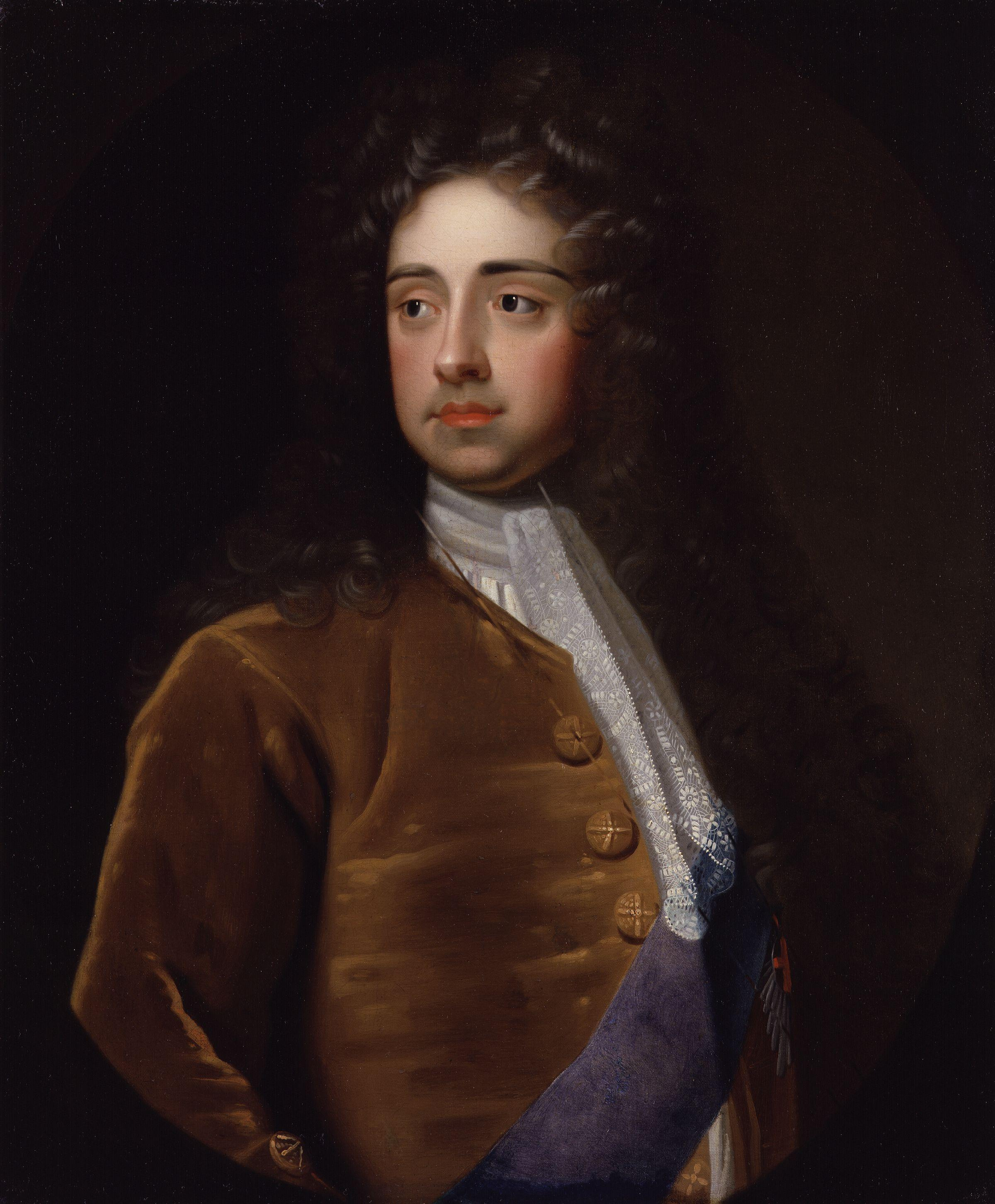
Чарльз Талбот (1660 – 1718) – герцог Шрусбері.

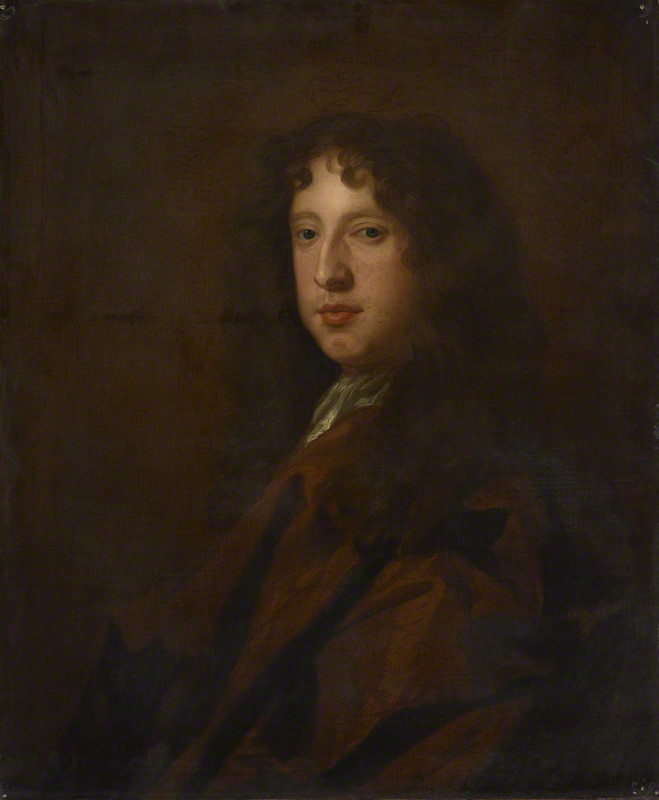
Роджер Норт (1653 – 1734) — письменник.

Сер Чарльз Портер ((англ. Sir Charles Porter; бл. 1630 – 8 грудня 1696) — англійський та ірландський суддя, політик, лорд-канцлер Ірландії в 1686 — 1687 роках та вдруге в 1690 — 1696 роках. Був яскравим і вкрай суперечливим політиком і суддею англійського походження, що, тим не менш, мав дуже успішну кар’єру в Ірландії. Він був депутатом Палати громад парламенту Англії і двічі був обраний лорд-канцлером Ірландії — спікером Палати лордів парламенту Ірландії. Як лорд-канцлер Ірландії, він пережив спробу своїх політичних ворогів оголосити йому імпічмент і переміг їхні спроби переконати англійську корону усунути його з посади. В останні місяці свого життя він фактично очолював ірландський уряд. У стосунках з ірландським народом він відзначався толерантністю в релігійних питаннях, що було дивовижним винятком в той час. Він був завзятим алкоголіком і, як вважають, бабієм, і йому постійно бракувало грошей, попри те, що він одружився з багатою спадкоємицею. Тим не менш, як юрист він вважався чесним, хабарів не брав. Незважаючи на це, що у нього були критики, друзі описували його як «людину, якій пощастило бути всесвітньо улюбленою».

## Життєпис

### Ранні роки
Чарльз Портер народився в Норвічі, Англія. Він був молодшим сином Едмунда Портера (помер у 1670 році), пребендарія Норвіча та капелана Томаса Ковентрі, І барона Ковентрі. Його матір’ю була Мері (або Моурі) — донька видатного адвоката та політика сера Чарльза Чіборна (помер у 1619 році) з Мессінг-Холлу, Ессекс, Англія, та його першої дружини Джейн Спілман, дочки Томаса Спілмана з Грейт-Гарт, Кент. 
Багато про його раннє життя походить із його власної яскравої пізнішої розповіді, наданої його другові Роджеру Норту, яку Норт вважав значною мірою правдивою. Під час Другої громадянської війни в Англії, коли він був учнем, він брав участь у війні на стороні роялістів і брав участь у серйозних заворушеннях у Норвічі в 1648 році. Його переслідував загін солдатів парламенту, і він утік, схопивши дитину та вдаючи, що рятує її.  Він утік до Ярмута і сів на корабель і відплив до Амстердама. Він спочатку навчався на офіцера, потім керував шинком. Приблизно через п’ять років він вирішив повернутися додому в Англію (його вороги казали, що у нього не було вибору, оскільки його бізнес зазнав краху).
Він вирішив зробити кар’єру юриста, мабуть, згадавши великий успіх свого діда сера Чарльза Чіборна в цій галузі. Він вступив до юридичної школи «Мідл Темпл» у 1656 році та почав працювати адвокатом у 1663 році. Його критики казали, що він був поганим адвокатом, і його пристрасть до всіх форм розваг та насолод, особливо до алкоголю, безсумнівно, заважали його практиці. З іншого боку, він був працьовитим, добре знав юридичні процедури і був чудовим оратором. На початку своєї кар’єри він набув репутації людини, яка мала «мужність відстоювати свої переконання». Як адвокат у справі «Кріспа та Далмагоя» 1675 року, одній із кількох суперечливих справ щодо претензій обох палат парламенту виконувати функції Верховного Суду, Чарльз Портер наполягав на своєму праві заперечувати передбачувані судові повноваження Палати громад, навіть під загрозою ув’язнення за неповагу до парламенту. У результаті цього його відправили в Лондонський Тауер, але звільнили через кілька днів. Він привернув схвальну увагу кількох суддів, особливо Френсіса Норта, І барона Гілфорда, який став близьким другом Чарльза Портера і описав його як «людину, якій пощастило бути всесвітньо улюбленим». Протягом останніх років правління короля Англії, Шотландії та Ірландії Карла II, коли Гілдфорд, тоді на посаді лорд-охоронця Великої Державної Печатки, очолював судову систему, Чарльз Портер був на вершині свого професійного успіху та увійшов до парламенту, як депутат від Трегоні в 1685 році. Його прибутки оцінювалися в 1500 фунтів стерлінгів на рік, що відображається в зарплаті, узгодженій для нього як лорда-канцлера Ірландії.

### Лорд-канцлер Ірландії
З часів Реставрації монархії на Британських островах в 1660 році виникли великі труднощі з пошуком відповідного ірландського лорд-канцлера: Майкл Бойл, архієпископ Арма, обіймав цю посаду протягом двадцяти років просто тому, що жоден професійний суддя не був готовий це зробити. Майкл Бойл, незважаючи на відсутність юридичної освіти, був сумлінним і непідкупним суддею, але в старості його розумові та фізичні сили, безсумнівно, занепали. Незважаючи на заперечення лорда-лейтенанта Ірландії Генрі Гайда, ІІ графа Кларендон, що був хорошим другом Майкла Бойла, було вирішено замінити його Чарльзом Портером, що був посвячений у лицарі та призначений лорд-канцлером Ірландії у квітні 1686 року, отримавши щедру винагороду – платню в розмірі 1500 фунтів стерлінгів на рік, щоб компенсувати втрату його приватної практики. На той час то була величезна сума. Він старанно виявляв усі ознаки поваги та доброзичливості до літнього архієпископа Майкла Бойла. Лорд Кларендон, незважаючи на свої початкові заперечення, швидко полюбив і захопився Чарльзом Портером, якого він описав як рідкісну людину - чесного адвоката, що в той час, певно, було не баченим дивом. Здається, високу думку лорда Кларендона про Чарльза Портера як суддю загалом поділяють і сучасники, і історики. Листи лорда Кларендона є основним джерелом інформації під час першого терміну перебування Чарльза Портера на посаді лорда-канцлера Ірландії.
Невдовзі Чарльз Портер опинився у труднощах через релігійні питання: як показала його подальша кар’єра, він аж ніяк не був ворожим до римо-католиків і справді підтримував значний рівень віротерпимості щодо католиків. Цього абсолютно не розуміли протестанти. Коли король вперше довірив Портеру свій план щодо допуску католиків до державних посад, він не заперечував проти політики дозволу допуску обмеженої кількості католиків до уряду. Чарльз Портер, здається, був єдиним з дублінської адміністрації, якому король довіряв, що свідчить про те, що король Яків ІІ з самого початку вважав його своєю людиною. Проте Чарльз Портер рішуче заперечував проти політики повної заміни протестантських посадовців католиками, і це швидко підірвало його кредит в короля Якова II, що співчував католикам і хотів відновити в Англії католицизм. Чарльз Портер посварився з герцогом Тирконнелл, лідером ірландських католиків, що потім став лорд-намісником Ірландії. Лорд Тирконнелл, вірний своєму прізвиську «Брехливий Дік Телбот», помилково звинуватив його в отриманні хабарів, і Чарльз Портер був звільнений з посади на початку 1687 року, на превеликий жаль ірландської громадськості, яка довіряла йому та поважала його. Він вимагав зустрічі з королем, на яку король Яків ІІ неохоче погодився. Чарльз Портер вимагав повідомити йому причину свого звільнення. Король Яків ІІ відповів лише, що це цілком його вина. Чарльз Портер відповів на звинувачення у хабарництві, стверджуючи, що це Тирконнелл намагався підкупити його.
Чарльз Портер повернувся до своєї адвокатської практики в Англії, але це не принесло успіху, і, як кажуть, він був доведений до стану майже повної бідності, незважаючи на статок, який принесла йому його друга дружина Летиція Коксетер після їхнього шлюбу в 1671 році. Його доля була покращена «Славетною Революцією» 1688 року, раннім і сильним прихильником якої він був. Він був призначений радником нового короля Англії, увійшов до Палати громад як депутат від Віндзора в 1690 році, а пізніше того ж року, після того як король Англії Вільгельм III переміг своїх ворогів-католиків в Ірландії, Чарльз Портер знову був призначений лордом-канцлером Ірландії.

### Вдруге на посаді лорд-канцлера Ірландії
Його другий термін на посаді лорд-канцлера Ірландії, як і перший, був позначений політичними конфліктами. За іронією долі, після того, як його було усунено з посади за те, що він не прихильно ставився до римо-католиків, він тепер був звинувачений у надмірній симпатії до їхньої справи. Як лорд-суддя Ірландії він підписав Лімерицький договір, який давав щедрі умови капітуляції переможеним католицьким прихильникам скинутого короля Англії та Ірландії Якова II, обіцяючи їм релігійну толерантність, безпеку власності та загальне помилування. Чарльз Портер був сповнений рішучості забезпечити дотримання умов Договору. Це призвело його до конфлікту з більшістю інших членів дублінської адміністрації, хоча він мав сильного союзника в особі сера Річарда Кокса, майбутнього лорд-канцлера Ірландії. Конфлікт загострився після призначення лорда Кепела лорд-заступником Ірландії. Противники Чарльза Портера, включно з Кейпелом і Річардом Кутом, І графом Белломонт, були сповнені рішучості усунути його разом із його союзником Томасом Конінгсбі, І графом Конінгсбі. Велика проблема полягала в тому, що король Англії та Ірландії Вільгельм III ставився до нього добре. У 1693 році справа дійшла до піку, коли було запропоновано помилувати Чарльза Портера: для його ворогів було неможливо уявити, що «людина, яка знищила королівство», отримає помилування. У результаті Белломонт та інші звинуватили його в поганому управлінні перед Палатою громад парламенту Англії. Будучи все ще депутатом Палати громад парламенту Англії, він особисто був присутній на слуханні та домігся сприятливого вердикту, а також королівського помилування, запропонованого минулого року, за будь-які дії, які він міг вчинити.

### Імпічмент
Його вороги знову почали нападати на нього в 1695 році, коли Палата громад парламенту Ірландії оголосила йому про імпічмент за серйозні злочини та проступки. Статті, хоч і містили посилання на симпатії до якобітів, головним чином стосувалися його поведінки як судді та перераховували серію передбачуваних актів корупції та зловживання службовим становищем, а також відомі звинувачення у «наданні переваги папістам» і призначенні католицьких магістратів. Чарльза Портера красномовно захищав, серед інших, Філіп Севідж, канцлер казначейства Ірландії, і йому було дозволено виступити на свій власний захист. Його промову вважали шедевром: на жаль, жодної її копії промови апології не збереглося. Ми знаємо, що Чарльз Портер, який пишався своєю великодушністю, пообіцяв не мати злого наміру проти своїх обвинувачів. Палата громад, більшість депутатів якої поважали Портера і любили його особисто, відкинула звинувачення переважною більшістю голосів. Чому взагалі було оголошено про імпічмент, залишається певною мірою загадкою. Підозра, природно, вказувала на Кейпела, лорд-заступника Ірландії, який точно не був другом Портера. Проте Кейпел заперечував свою участь у цьому, і на його захист стверджували, що розпалювання заворушень таким чином не принесло б йому жодної заслуги перед королем, що захоплювався Чарльзом Портером і було прийнято короною Англії рішення не допустити жодної ворогуючої фракції в Ірландії до перемоги. 

### Останні роки
У ніч свого виправдання Чарльз Портер посварився з Робертом Рочфортом – спікером Палати громад парламенту Ірландії і своїм непримиренним політичним противником, який, очевидно, був розлючений провалом імпічменту. Побачивши, що карета лорд-канцлера намагається випередити його, Рочфорт, який мав загострене почуття власної гідності, стрибнув і спробував фізично перешкодити кучеру Чарльза Портера поїхати попереду нього. Портер розумно тримався осторонь цієї сварки, але наступного дня на його прохання лорди надіслали протест Палаті громад, яка відповіла, що образи не були здійснені з попереднім злим наміром, і що ніч справді була настільки темною, що Рочфорт не впізнав Чарльза Портера (вулиці Дубліна тоді були, як відомо, темними та погано освітленими). Справа була знята з судового розгляду.
Чарльз Портер намагався, наскільки це було можливо, протистояти тому, що він вважав агресивно-протестантською політикою Кейпела. З іншого боку, щодо достоїнств їхніх конкурентів-кандидатів на призначення на високу посаду, існували аргументи з обох сторін питання, оскільки, здається, Портер, не менше ніж Кепел, прагнув отримати якомога більше важливих посад для своїх друзів і родичів. У 1695 році Чарльз Портер сказав Кейпелу, що він «не витримає», якщо Вільяма Ніва, депутата від Талска, запеклого політичного ворога, який брав активну участь у процедурі імпічменту Портера, буде призначено другим сержантом Ірландії. Кепел різко відповів, що він дозволив Портеру призначити свого власного протеже, сера Томаса Пакенгема, на посаду головного сержанта, а також дозволив рідному брату Портера Вільяму вести важливі справи. Що стосується ролі Ніва в імпічменті, Кепел закликав Портера, який зазвичай був великодушною людиною, пробачити та забути, як він уже обіцяв зробити у своїй промові на свій захист. Нів був належним чином призначений сержантом Ірландії, незважаючи на протести Портера. Після смерті Кейпела навесні 1696 року Портер, знову був призначений лорд-суддею Ірландії, ненадовго очолював ірландську адміністрацію: але 8 грудня 1696 року, мабуть у доброму здоров'ї, він раптово втратив свідомість, повернувшись до своїх покоїв після від’їзду. Судячи по всьому помер він від інсульту.

## Родина
Чарльз Портер був одружений двічі. Його першою дружиною була Сара Мітчелл з Міддлсекса, яка померла молодою. Його другою дружиною, з якою він одружився в 1671 році, була Летиція Коксетер, донька і співспадкоємиця Бартоломео Кокстера з Вілд-Манор, Бамптон, Оксфордшир. Він і Летиція, яка померла в 1692 році, мали трьох дітей: 
- Фредерік Портер – одружився зі своєю кузиною Мері Портер, але не мав дітей.
- Єлизавета Портер – у 1698 році стала дружиною Едварда Девеніша (помер у 1702 році) з Лінкольнс-Інн, пізніше дружиною преподобного Джона Мура, четвертого сина Генрі Гамільтона-Мура, ІІІ графа Дрогеда, і мала дітей від обох шлюбів.
- Летиція Портер (1678 – 1721) – дружина Джорджа Макартні, відомого державного діяча. Джордж Макартні, І граф Макартні, був їхнім онуком. Його брат Вільям (1633 – 1716) поїхав за ним до Ірландії, був покликаний до ірландської адвокатури і став королівським радником у 1695 році. Він засідав у Палаті громад Ірландії як депутат від Ньютаун Лімаваді у 1695 – 1699 роках. У них була принаймні одна сестра Елсі, яка стала дружиною Джона Міллера. Вони були предками баронетів Міллер з графства Клер.

Через 4 роки після смерті Чарльза Портера парламент ухвалив подання про захист майнових прав його дітей. Здається, це підтверджує загальну думку про те, що Портер помер у стані значної бідності, хоча його друга дружина була багатою спадкоємицею.

## Характер
Сильна воля Чарльза Портера та його відмова піти на компроміс щодо своїх принципів створили йому багато ворогів в політиці. Однак у приватному житті, за словами лорда Гілдфорда, його всі любили як людину дотепну, щедру, гостинну та великодушну. Його антипатія до Вільяма Ніва викликала кілька негативних коментарів у людини, яка зазвичай дуже готова прощати своїх політичних ворогів. Його прихильність до випивки та інших видів розваг, безсумнівно, зашкодила його кар’єрі, хоча його гостинність підвищила його популярність у Дубліні: один його ворог кисло звинуватив у невдачі його спроб імпічменту Портера його «гостеями обідів» з Палаті громад. Він мав успіх як лорд-канцлер Ірландії, маючи репутацію порядності та неупередженості – незважаючи на критику з боку його англійського колеги, Джона Сомерса, І барона Сомерса, який брутально написав, що його смерть була благословенням для всіх зацікавлених осіб. Цю думку розділяв Чарльз Телбот, І герцог Шрусбері. Серед тих, хто дотримувався протилежної точки зору, був король Англії Вільгельм III, що зазвичай ставився до своїх міністрів без людських емоцій, але який зайшов настільки далеко, що сказав у зв’язку зі смертю Портера, що йому «шкода втрати хорошого лорд-канцлера». Король проявив рідкісний знак поваги дарувавши землі бідним дочкам Портера, пізніше це було підтверджено парламентом. Незважаючи на хронічну потребу в грошах, Чарльз Портер пишався тим, що не брав хабарів. Другий граф Кларендон, що мав дуже низьку думку про юридичну професію в цілому, сказав, що Портер і їхній спільний друг Роджер Норт були «єдиними двома чесними юристами, яких я коли-небудь знав». Сам Норт хвалив багато хороших якостей Портера, включаючи великодушність, самоконтроль і життєрадісність, з якою він переживав свої нещастя.